# Osetrivka, Oceac
Osetrivka (în ucraineană Осетрівка) este un sat în comuna Berezan din raionul Oceac, regiunea Mîkolaiiv, Ucraina.

## Demografie
Componența lingvistică a localității Osetrivka
     Ucraineană (85,11%)
     Rusă (14,89%)
Conform recensământului din 2001, majoritatea populației localității Osetrivka era vorbitoare de ucraineană (85,11%), existând în minoritate și vorbitori de rusă (14,89%).